# Мухаммед ибн Насир
Мухаммед ибн Насир Аль-Гафири (? — март 1728 года) — один из соперничающих имамов во время гражданских войн в Омане в последние годы правления династии Аль Йаруб (1724—1728).

## Биография
Мухаммед ибн Насир происходил из племени бани Гафири.
В 1720 году Йаруб ибн Абу-л-Араб захватил власть в Омане, объявив себя регентом во время малолетства своего двоюродного брата Сайфа II ибн Султана. В мае 1722 года Йаруб сделал следующий шаг и провозгласил себя имамом. Это вызвало восстание, возглавляемое Абу-л-Арабом ибн Насиром, родственником свергнутого имама по браку. После нескольких стычек Йаруб ибн Абу-л-Араб был разбит при Низве, и молодой Сайф II ибн Султан снова был объявлен имамом, на этот раз с Абу-л-Арабом ибн Насиром в качестве регента. Мухаммед ибн Насир был среди знати, которая приехала в Рустак, чтобы поздравить его. По какой-то причине Абу-л-Араб ибн Насир затеял ссору с Мухаммедом ибн Насиром, который предпринял шаги по организации восстания в союзе с бывшим имамом Йаруб ибн Абу-л-Арабом.
В последовавших боях шейх Мухаммед ибн Насир проявил себя умелым командиром. После ряда поражений Абу-л-Араб ибн Насир был вынужден принять условия мира, согласно которым он должен был сдать все крепости в Омане. Примерно в это же время Йаруб ибн Абу-л-Араб умер 16 марта 1723 года в Низве. Мухаммед ибн Насир узнал, что крепости Маскат и Барка держатся под предводительством Кальфа ибн Мубарака Аль-Хинави. Он заключил в тюрьму Абу-л-Араба ибн Насира и с растущими силами своих соплеменников двинулся на Барку. Последовали беспорядочные бои, причем Мухаммед ибн Насир был намного сильнее на суше, но у Кальфа было преимущество на море.
Мухаммед ибн Насир одержал верх. В сентябре 1724 года он созвал собрание шейхов Омана, на котором заявил о своем намерении выйти из борьбы. Как и планировалось, его попросили вместо этого принять должность имама. Мухаммед ибн Насир был избран имамом 2 октября 1724 года. Его соперник, Халф ибн Мубарак, вызвал волнения среди северных племен. В сражении при Сухаре в 1728 году были убиты Халф ибн Мубарак и Мухаммад ибн Насир. Гарнизон Сухара признал Сайфа II ибн Султана имамом, и он был вновь установлен в Низве. Однако некоторые из жителей города Эз-Захиры избрали имамом двоюродного брата Сайфа Абу-л-Араба ибн Химайра.